# Austin Motor Company

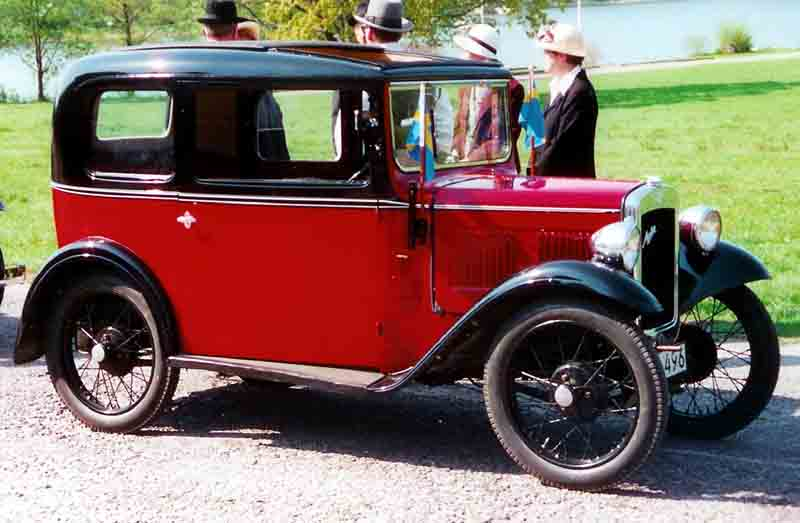
Austin Seven från 1933

The Austin Motor Company, vanligen bara Austin, var en brittisk (engelsk) biltillverkare som verkade 1905–1989. Austin gick samman med Morris 1952 och blev BMC som 1968 gick samman med Leyland och bildade British Leyland. Märket Austin fortsatte att användas fram till 1980-talet.

## Historia

### Austin grundas
Herbert Austin hade varit chef för Wolseleys biltillverkning och ytterst ansvarig för alla konstruktioner när han sparkades av styrelsen 1905, efter en dispyt om den fortsatta utvecklingen. Han startade så gott som omgående en firma i Longbridge, utanför Birmingham och fortsatte bygga bilar under eget namn. Austin byggde först bilar i de flesta storleksklasser, men efter första världskriget satsade man på en enmodellspolitik, med en stor 20 hp som enda produkt. Priset sköt i höjden i samband med efterkrigsinflationen och försäljningen sjönk drastiskt. 
1921 stod företaget på ruinens brant och Herbert Austin utestängdes från firman av sin egen styrelse. I sin ofrivilliga exil konstruerade han två nya modeller som skulle vända lyckan, en 12 hp och den revolutionerande småbilen Seven. Austin lyckades få dessa bilar i produktion och ganska snart vände lyckan. Under resten av tjugotalet utökade man modellprogrammet och i början av trettiotalet passerade man Morris som Storbritanniens största biltillverkare. 1938 kom Leonard Lord till Austin, sedan han lämnat Morris efter en kontrovers med Lord Nuffield. Herbert Austin var nu en gammal man och överlämnade allt fler av sina uppdrag till Lord. Företaget hade ett omfattande modellprogram, med bilar i de flesta storleksklasser, alla konventionellt byggda och med konservativt formgivna karosser. 
Under andra världskriget byggde Austin både flygmotorer och hela flygplan för den brittiska krigsinsatsen. Efter kriget kunde Austin snart erbjuda ytterst moderna produkter och den konservatism som präglat Herbert Austins tid var nu borta. Man köpte upp karosstillverkaren Vanden Plas och i början av femtiotalet började man bygga Donald Healeys nya sportbil under namnet Austin-Healey. 

### British Motor Corporation

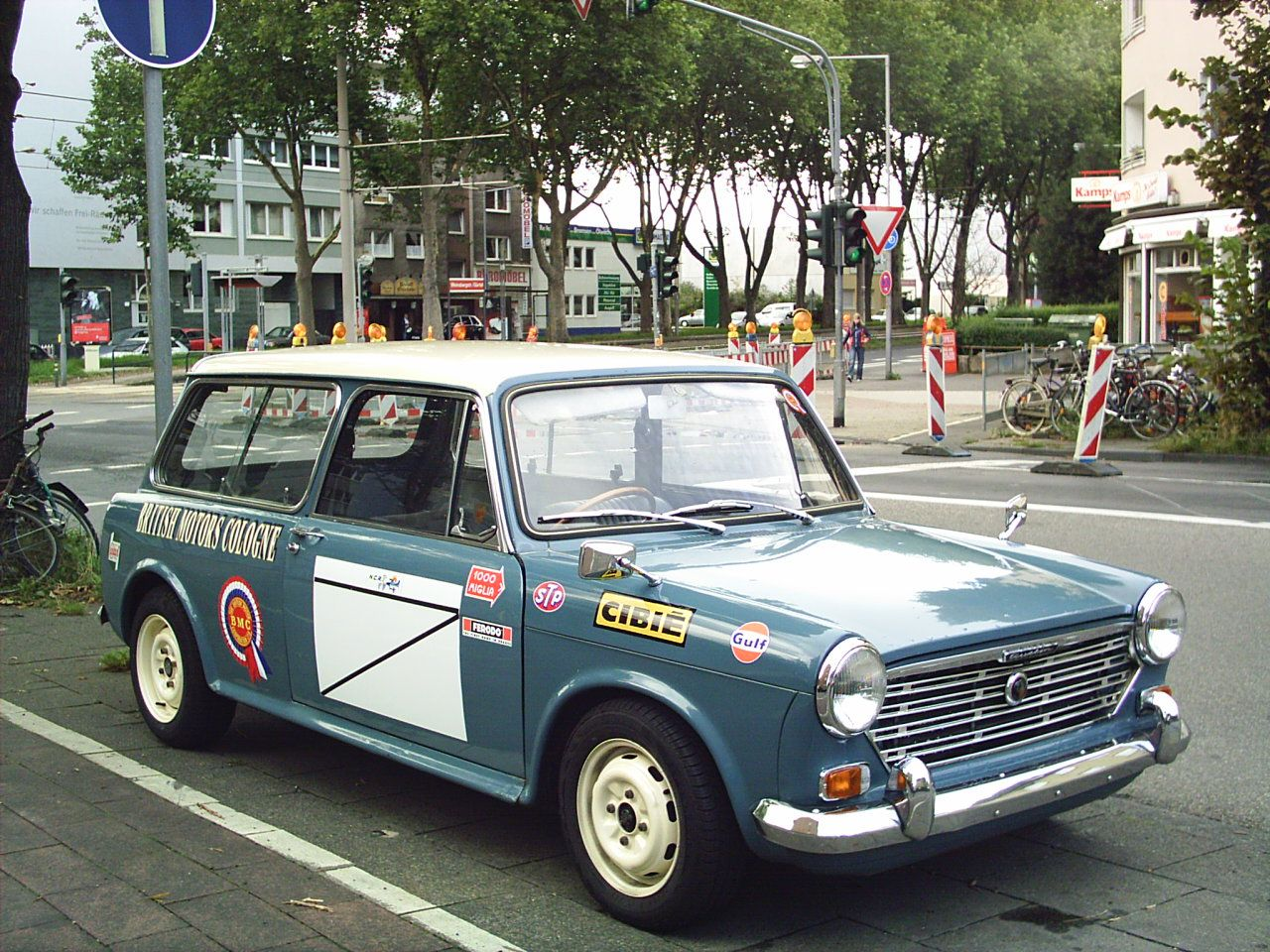
Austin 1300

Konkurrensen från de USA-kontrollerade konkurrenterna Ford och Vauxhall började dock hårdna och 1952 slog man sig samman med Morris till British Motor Corporation. I praktiken tog Austin över sin huvudkonkurrent, eftersom svårigheterna inom Nuffield Organisation var större än någon velat erkänna. Men femtiotalet var säljarens marknad och BMC gick lysande. Alec Issigonis revolutionerande konstruktioner Mini och Austin/Morris 1100 sålde till att börja med fantastiskt bra, men mot slutet av sextiotalet var den goda tiden över. BMC tappade alltmer marknadsandelar, framför allt till Ford och Austin hade inte tillräckliga resurser för att ta fram de nya modeller som marknaden efterfrågade. 

### British Leyland

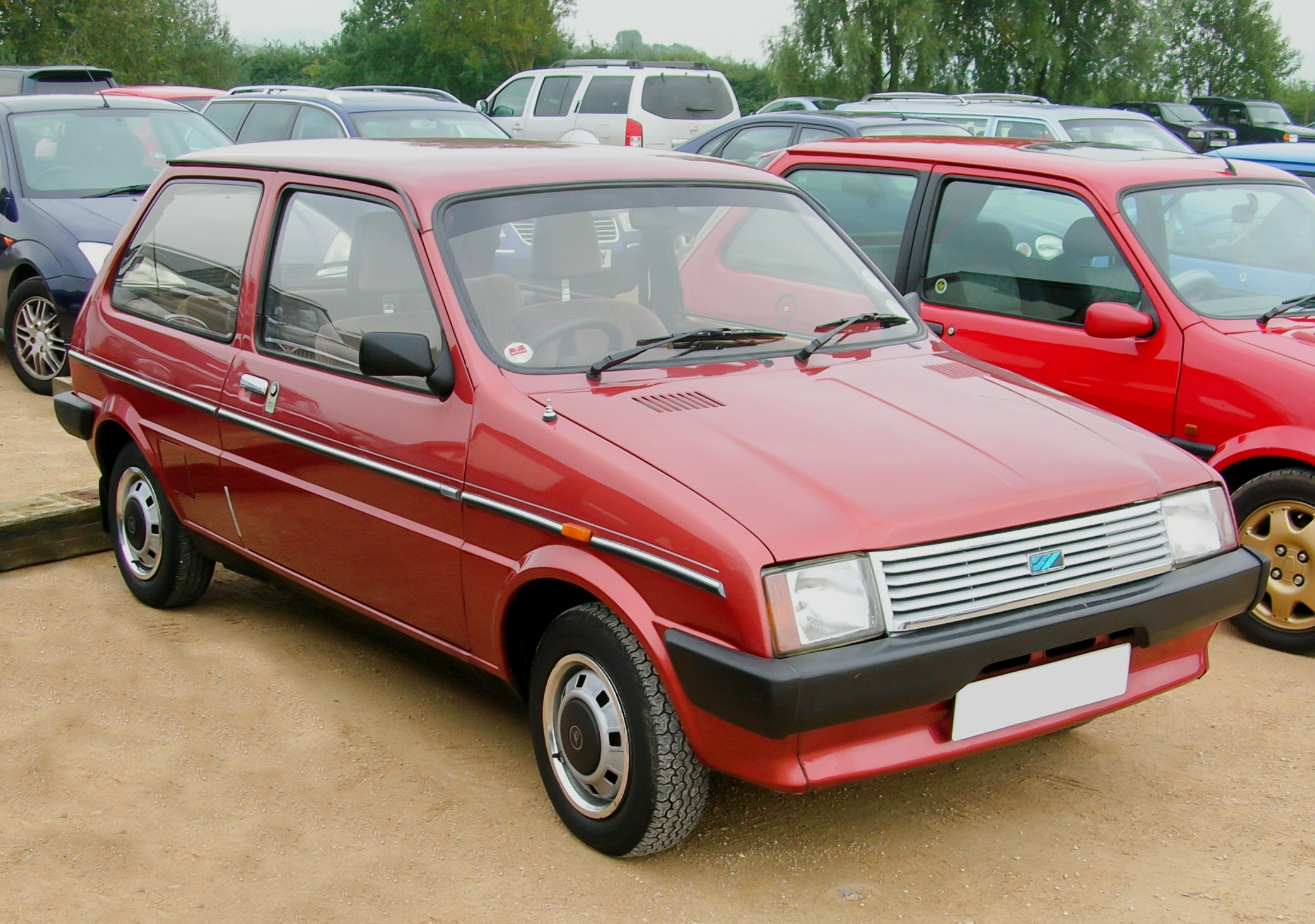
Austin Metro

1968 gick man samman med Leyland Motors i British Leyland Motor Corporation och den här gången fick Austin finna sig i att spela andra fiolen. Gamla BMC blev nu Austin-Morris Division och fick ansvaret för att ta fram BLMC:s småbilar. Austin byggde vidare på arvet från Issigonis, med modeller som Maxi, Allegro och Princess. Alla var ytterst moderna och utrymmeseffektiva, men de konservativa brittiska köparna var tveksamma och BLMC:s bilar drogs med ett uselt rykte när det gällde tillförlitligheten. 1975 var BLMC konkursfärdiga och räddades enbart genom att brittiska staten nationaliserade företaget.
1980 fick Minin äntligen en modern efterträdare, i form av Austin Metro och lite senare under åttiotalet kom syskonmodellerna Maestro och Montego. Sedan brittiska staten sålt Jaguar till privata intressen 1984, bytte British Leyland namn till Austin-Rover Group, men när man sedan lyckades sälja även denna del till British Aerospace 1988 bytte man namn igen till enbart Rover Group och året därpå fick de kvarvarande Maestro- och Montego-modellerna Rover-namnet. Sedan dess har inga bilar burit namnet Austin.
Namnet "Austin" och dess logotyp ägs sedan 2008 av den kinesiska biltillverkaren Shanghai Automotive Industry Corporation (SAIC) efter företagets uppköp av Nanjing Automobile Corporation, vilka i sin tur köpt varumärket från det konkursdrabbade MG Rover Group i juli 2005.

## Urval av Austin-modeller
- 1906 Austin 25/30 hp
- Austin Seven
- 1919 Austin 20 hp
- 1921 Austin 12 hp
- 1923 Austin 7 hp
- 1939 Austin 8 hp
- 1947 Austin Princess
- 1947 Austin A40
- 1948 Austin A70

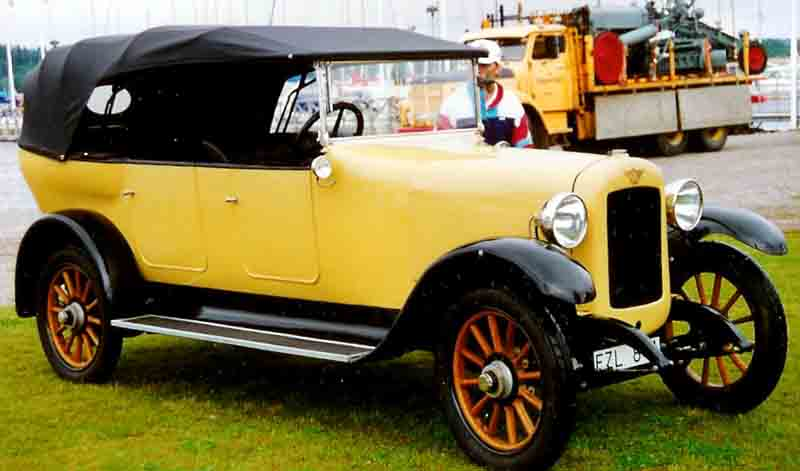
Austin 20 hp från 1920

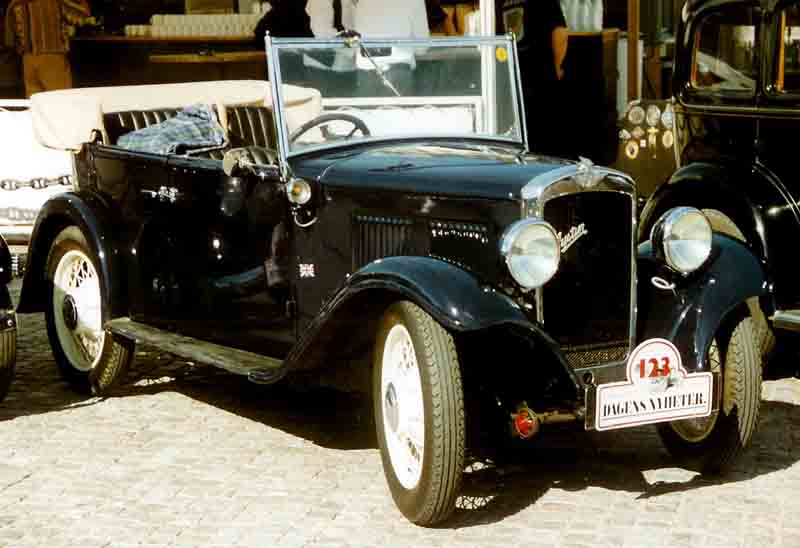
Austin 10/4 Open Road Tourer 1933

- 1951 Austin A30/A35 (populärt benämnd "slipsknut", "köttbulle" eller "mandelkubb".)
- 1959 Austin Mini Seven (populärt benämnd "hundkoja".)
- 1959 Austin A55/A60
- 1959 Austin A99/A110
- 1963 Austin 1100/1300
- 1964 Austin 1800
- 1969 Austin Maxi
- 1973 Austin Allegro
- 1980 Austin Metro
- 1982 Austin Maestro
- 1982 Austin Ambassador
- 1984 Austin Montego

## Galleri

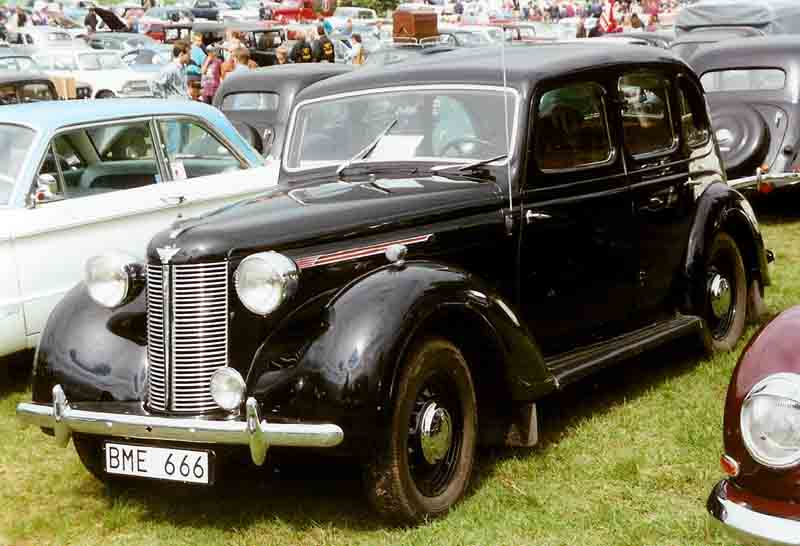
Austin Sixteen 4-Door Saloon 1946
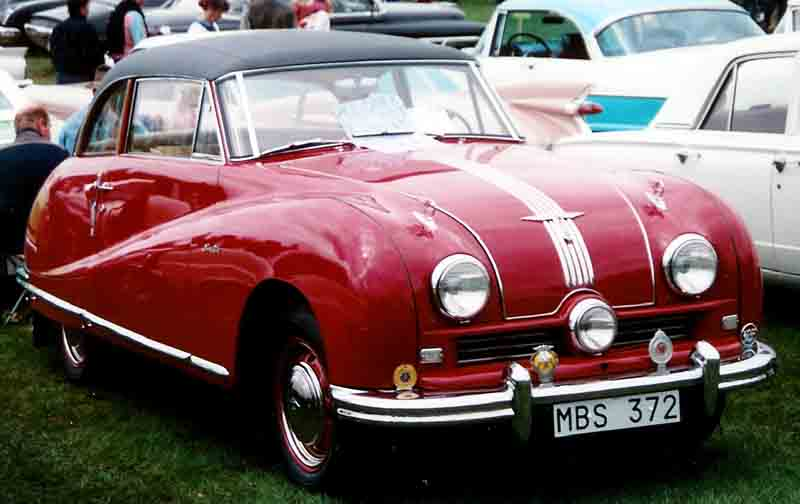
Austin A90 Atlantic
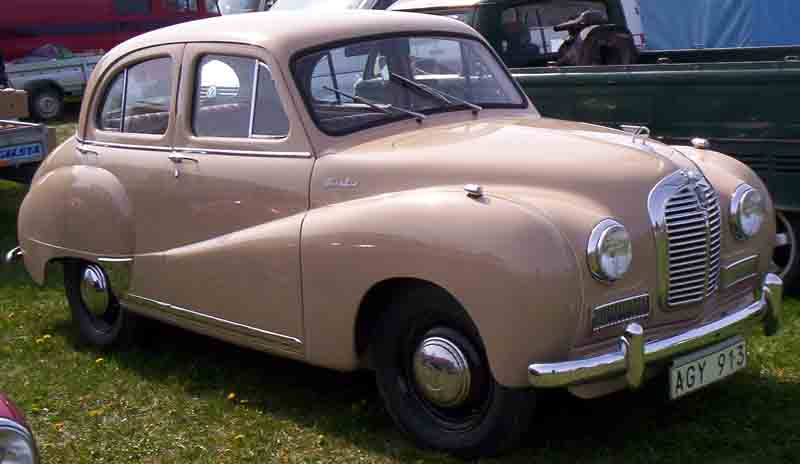
Austin A40 Somerset 4-Door Sedan 1952